# Hoya aldrichii
Hoya aldrichii ist eine Pflanzenart der Gattung der Wachsblumen (Hoya) aus der Unterfamilie der Seidenpflanzengewächse (Asclepiadoideae). Die Art ist endemisch auf der zu Australien gehörenden Weihnachtsinsel. Das Artepithet ehrt den Kapitän des Forschungsschiffes Egeria, Pelham Aldrich, der die Weihnachtsinsel 1887 besuchte.

## Merkmale
Hoya aldrichii ist eine große, bis über 3,5 m lange, kletternde Pflanze mit blassen, kahlen Trieben. Die Haftwurzeln bilden sich an den Internodien aus. Die ausdauernden Blätter besitzen etwa 1 bis 1,5 cm lange, dicke, leicht abgeflachte Stiele. Die Blattspreiten sind elliptisch im Umriss, an der Basis gerundet und am äußeren Ende zugespitzt. Sie sind 7,5 bis 15 cm lang und 3,5 bis 6 cm breit.
Der Blütenstand ist bis 15- bis 30-blütig. Die Blütenstände entstehen fortlaufend am Apex des verdickten, 6 bis 10 cm langen Blütenstandstiels. Die Blütenstiele sind 2 bis 2,5 cm lang und kahl. Die Blüte misst 8 mm im Durchmesser. Die Kelchblätter sind 2 mm lang und außen schwach flaumig behaart. Die Kronblattzipfel sind ca. 6 mm lang und am Ende gespitzt. Sie sind weiß oder pinkfarben, außen kahl, innen dicht mit einem kurzen Flaum bedeckt. Die Nebenkrone ist pinkfarben oder tief purpurpinkfarben mit 3 bis 4 mm langen und 1,5 mm breiten, sternförmig abstehenden Kronblattzipfeln. Die Blüten sind stark duftend.
Die Pollinia sind nur schwach geflügelt. Die Balgfrüchte sind bis 14 cm lang und 5 bis 10 mm dick. Die Samen sind ca. 5 mm lang mit einem 2 bis 3 cm langen Haarschopf.

## Geographische Verbreitung und Habitat
Die Art ist ein verbreiteter Epiphyt in den Buschländern der Küstenterrassen auf der Weihnachtsinsel.

## Taxonomie
William Botting Hemsley beschrieb die Art erstmals im Jahr 1890. Die Typlokalität liegt nördlich der Flying Fish Cove. Das Typexemplar wurde im September/Oktober 1887 von J. J. Lister und den Offizieren des Forschungsschiffes H.M.S. "Egeria" gesammelt.

## Trivia
Hoya aldrichii wurde auf einer Briefmarke der Post der Weihnachtsinsel abgebildet.

## Belege